# Szubieniczna (704 m)
Szubieniczna (niem. Galgenberg, 704 i 700 m n.p.m.) – dwuwierzchołkowy szczyt w południowo-zachodniej Polsce, w Sudetach Zachodnich, w Rudawach Janowickich.

## Położenie i opis
Szubieniczna leży w bocznym ramieniu, odchodzącym od masywu Wielkiej Kopy ku południu. Leży pomiędzy Czubatą na północy a Kozimi Górkami na południu.

## Budowa geologiczna
Masyw Szubienicznej zbudowany jest ze skał metamorficznych wschodniej osłony granitu karkonoskiego oraz skał osadowych zachodniego skrzydła niecki śródsudeckiej. Do pierwszej grupy należą łupki serycytowo-chlorytowo-kwarcowe, łupki kwarcowo-albitowo-chlorytowe, amfibolity i łupki amfibolitowe powstałe w dolnym paleozoiku. Budują one grzbiet i zachodnie zbocza. Odporne na wietrzenie amfibolity tworzą na zachodnim zboczu ciąg skałek poniżej obu wierzchołków. Do drugiej grupy należą dolnokarbońskie zlepieńce, piaskowce i piaskowce szarogłazowe. Zalegają one na skałach metamorficznych na wschodnich zboczach masywu.

## Roślinność
Wzniesienie w górnej części porośnięte lasami. Niższe partie zboczy pokrywają łąki i pastwiska, a podnóża pola orne.

## Ochrona przyrody
Wzniesienie położone jest na obszarze Rudawskiego Parku Krajobrazowego. Na wschód od Szubienicznej biegnie granica Parku.